# Pierre Farine
Pierre Farine (ur. 31 maja 1940 w Locarno) – szwajcarski duchowny katolicki, biskup pomocniczy Lozanny, Genewy i Fryburga w latach 1996-2015.

## Życiorys
Święcenia kapłańskie otrzymał 27 czerwca 1965.

## Episkopat
12 sierpnia 1996 papież Jan Paweł II mianował go biskupem pomocniczym diecezji Lozanny, Genewy i Fryburga, ze stolicą tytularną Tragurium. Sakry biskupiej udzielił mu 20 października 1996 bp Amédée Grab.